# Rhampholeon chapmanorum
Rhampholeon chapmanorum es una especie de escamosos de la familia Chamaeleonidae.

## Distribución geográfica
Es endémica de Malawi.

## Estado de conservación
Se encuentra amenazada por la pérdida de su hábitat natural.